# ㅝ
Cette page contient des caractères spéciaux ou non latins. S’ils s’affichent mal (▯, ?, etc.), consultez la page d’aide Unicode.
ㅝ est un jamo du hangeul, l'alphabet utilisé pour transcrire le coréen.

## Représentation informatique
- Unicode :
  - ㅝ : U+315D[1]
  - ᅯ : U+116F